# Сёстры Рондоли
Сёстры Рондоли (фр. Les Sœurs Rondoli) — сборник новелл французского писателя Ги де Мопассана (1850—1893), опубликованный в 1884 году в издательстве Поля Оллендорфа.
Большинство новелл ранее публиковались в газетах, таких как «Лё Галуа» (Le Gaulois) и «Жиль Блас» (Gil Blas), и Мопассан пользовался псевдонимом Мофриньёз (Maufrigneuse, бальзаковский персонаж — легкомысленная и фривольная герцогиня из «Человеческой комедии»).
В сборник входит 15 новелл.

## Содержание
1. Сестры Рондоли / Les Sœurs Rondoli (1884)
2. Хозяйка / La Patronne (1884)
3. Маленький бочонок / Le Petit Fût (1884)
4. Он? / Lui ? (1883)
5. Мой дядя Состэн / Mon oncle Sosthène (1883)
6. Болезнь Андре / Le Mal d’André (1883)
7. Проклятый хлеб / Le Pain maudit (1883)
8. Дело г-жи Люно / Le Cas de Mme Luneau (1883)
9. Благоразумный / Un sage (1883)
10. Зонтик / Le Parapluie (1883)
11. Задвижка / Le Verrou (1883)
12. Встреча / Rencontre (1884)
13. Самоубийство / Suicides (1883)
14. Орден / Décoré ! (1883)
15. Шали / Châli (1884)